# 동독의 상과 훈장들
동독의 상과 훈장들에 대해 설명한다.
독일민주공화국이 건국된 이후, 새로운 나라에서는 독일에서 1945년까지 사용되던 모든 훈장을 금함과 동시에 소련의 영향을 받은 새로운 체계의 다양한 훈장들을 만들었다.
독일 재통일 이후, 동독의 훈장 착용은 금지되었다.

## 같이 보기
- 양독 국경
- 철의 장막
- 서독
- 동독 국가인민군
- 베를린 국제 방송
- 트라반트